# Кардашовка (Сумский район)
Кардашовка (укр. Кардашівка) — село,
Стецковский сельский совет,
Сумский район,
Сумская область,
Украина.
Код КОАТУУ — 5924787103. Население по переписи 2001 года составляло 65 человек.

## Географическое положение
Село Кардашовка находится в 1,5 км от правого берега реки Олешня.
На расстоянии в 1 км расположены сёла Стецковка и Шевченково.
По селу протекает пересыхающий ручей с запрудой.
Рядом проходит автомобильная дорога Н-07.